# Hofors
Hofors är en tätort i Gästrikland och centralort i Hofors kommun, Gävleborgs län samt kyrkby i Hofors socken i närheten av landskaps-/länsgränsen till Dalarna och är belägen cirka 53 kilometer väster om Gävle. 

## Historia

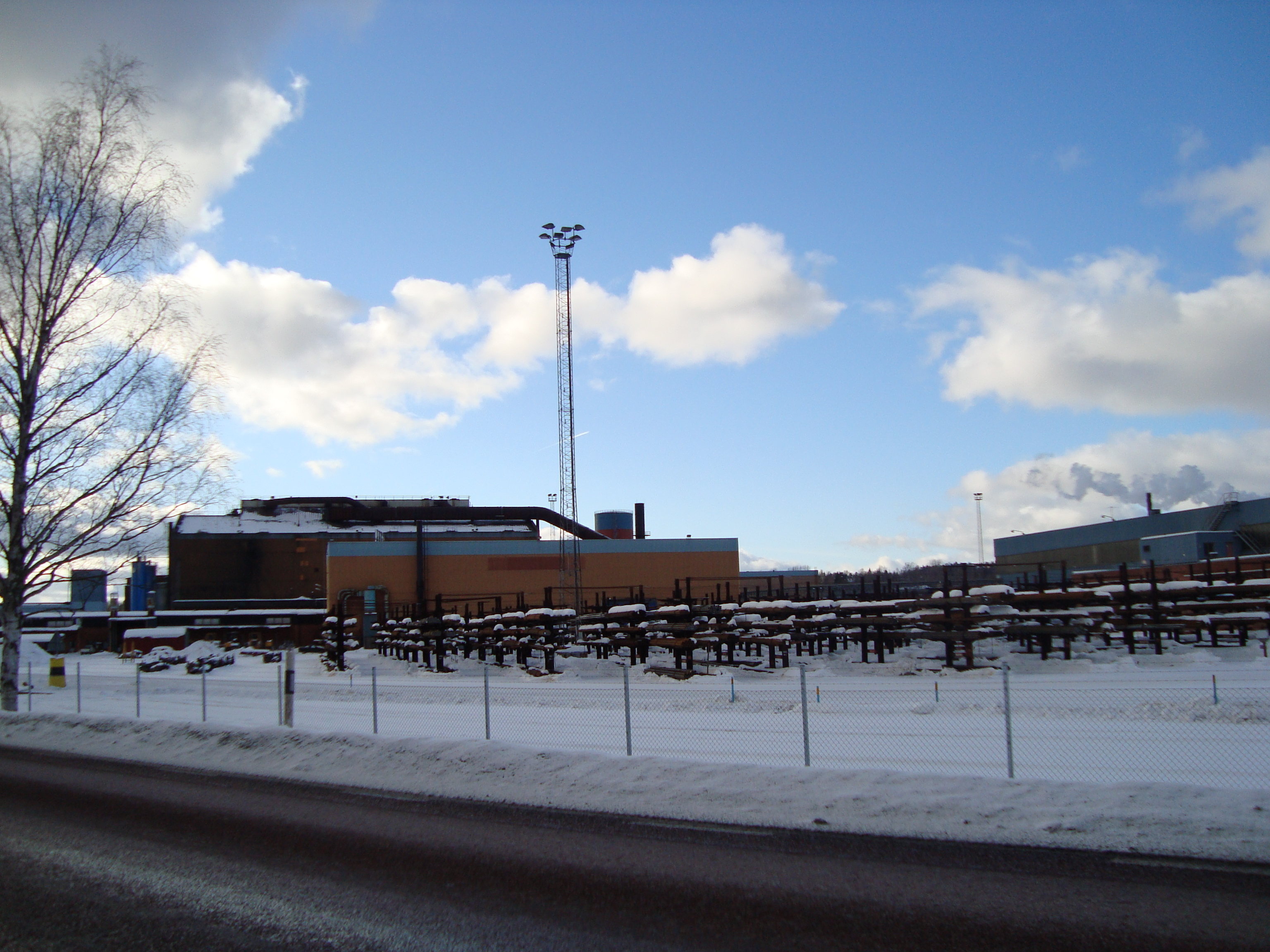
Ovako

Hofors är uppbyggt kring stålindustrin med anor i ett gammalt järnbruk från 1600-talet. Hofors omnämns för första gången 1549, då som Hoffors.
Orten var dock sedan vikingatiden vallområde för bönderna i Torsåker, som på somrarna tog dit sina djur och hade dem på sommarbete. Bruket utvecklades sedermera till en modern industriort med ett stålverk inom Ovako-koncernen, Hofors största arbetsgivare. Näst största arbetsgivare är Hofors kommun.
Ägare till Hofors bruk var under 1600- till 1800-talet släkten Petre. Den kanske mest kände i släkten Petre var Thore Petre, brukspatron och riksdagsman, som arbetade mycket för att barn skulle få gå i skolan, något som inte alls var självklart på 1800-talet. 
Släkten Petre gav namn åt Torsåkers första skola på 1700-talet (nerlagd), "Petreskolan i Prästhyttan", och Thore Petre själv har gett namn åt en av Hofors nuvarande skolor, Petreskolan utöver det finns Värnaskolan, Hagaskolan (numera nedlagd) och Lillåskolan. För de yngre barnen finns det förskolor både i Robertsholm, Born, Lillån, på Västerhöjden och i centrum. Gymnasieskolan och komvux Björkhagsskolan ligger också i närheten av centrum.
I slutet av 1800-talet moderniserades produktionen, i det att flera av de mindre järnbruken släkten ägde lades ned och tillverkningen koncentrerades till Hofors, där ett modernt bessemersmältverk uppfördes. Två masugnar även och på 1880-talet ett götvalsverk. Vid sekelskiftet 1900 hade bruket 500 anställda, förutom gruvarbetare och skogsarbetare som lydde under bruket. Befolkningen i Hofors har minskat kraftigt under senare år.
Hofors ingick efter Kommunreformen 1863 i Torsåkers landskommun. 1925 utbröts ur denna Hofors landskommun. Dessa uppgick 1971 i Hofors kommun med Hofors som centralort.

### Befolkningsutveckling
| Befolkningsutvecklingen i Hofors 1920–2020 | Befolkningsutvecklingen i Hofors 1920–2020 | Befolkningsutvecklingen i Hofors 1920–2020 | Befolkningsutvecklingen i Hofors 1920–2020 | Befolkningsutvecklingen i Hofors 1920–2020 |
| --- | ------------------------------------------ | ------------------------------------------ | ------------------------------------------ | ------------------------------------------ |
| |                                            |                                            |                                            |                                            |
| År |                                            |                                            | Folkmängd                                  | Areal (ha)                                 |
| 1920 | 1920                                       |                                            | 2 900                                      | ##                                         |
| 1930 | 1930                                       |                                            | 4 060                                      | ##                                         |
| 1935 | 1935                                       |                                            | 4 486                                      | ##                                         |
| 1940 | 1940                                       |                                            | 6 093                                      | ##                                         |
| 1945 | 1945                                       |                                            | 6 887                                      | ##                                         |
| 1950 | 1950                                       |                                            | 8 111                                      | ##                                         |
| 1960 | 1960                                       |                                            | 10 151                                     | 451                                        |
| 1965 | 1965                                       |                                            | 12 063                                     | 498                                        |
| 1970 | 1970                                       |                                            | 11 671                                     | 526                                        |
| 1975 | 1975                                       |                                            | 11 459                                     | 650                                        |
| 1980 | 1980                                       |                                            | 10 059                                     | 700                                        |
| 1990 | 1990                                       |                                            | 8 826                                      | 702                                        |
| 1995 | 1995                                       |                                            | 8 191                                      | 706                                        |
| 2000 | 2000                                       |                                            | 7 438                                      | 708                                        |
| 2005 | 2005                                       |                                            | 7 021                                      | 708                                        |
| 2010 | 2010                                       |                                            | 6 681                                      | 697                                        |
| 2015 | 2015                                       |                                            | 6 090                                      | 631                                        |
| 2020 | 2020                                       |                                            | 6 200                                      | 632                                        |
| Anm.: 1930-1935 som Hofors med Born, 1940 som Hofors med Born och Fagerstaberg. Sammanvuxen med Robertsholm 1975. Robertsholm utbruten 2015 ## Som tätort/befolkningsagglomeration 1920–1950. |                                            |                                            |                                            |                                            |

## Bostadsområden
- Born
- Böle
- Bönhusberget
- Centrum
- Fagersta by
- Göklund
- Hammaren
- Lillån
- Muntebo
- Robertsholm
- Rönningen
- Sibbersbo
- Silverdalen
- Standarn
- Västerhöjden
- Edsken

## Kommunikationer

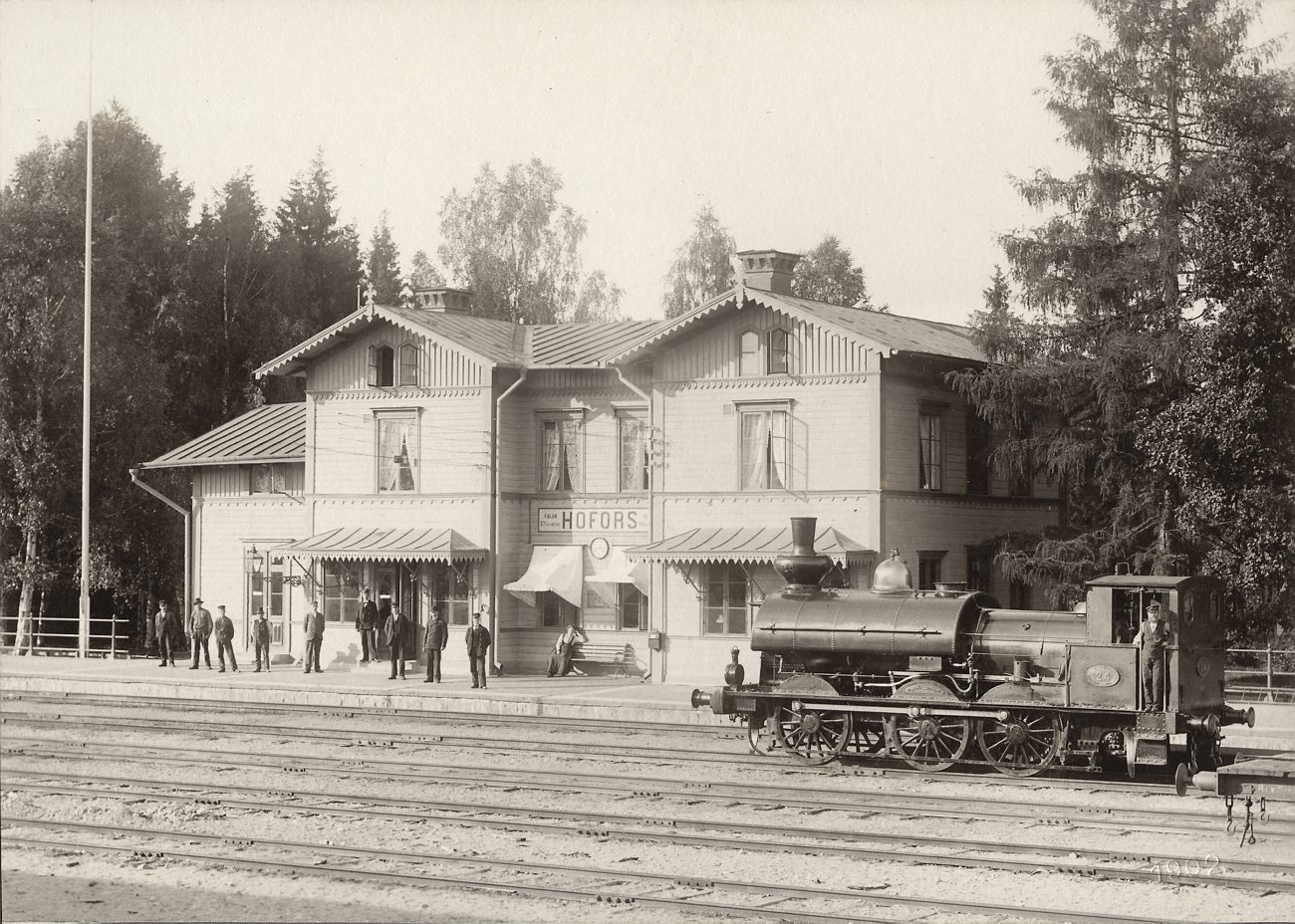
Stationsbyggnad i Hofors 1902.

Hofors station ligger i Robertsholm cirka tre km norr om centrala Hofors. Stationen ligger längs järnvägslinjen Bergslagsbanan och har förbindelse västerut med bland annat Borlänge C och Falun C samt österut med Gävle C via Storvik och Sandviken.
De viktigaste busslinjerna är linje 141 mot Sandviken via Storvik och Kungsgården samt linje 241 som går mellan Falun och Gävle via Hofors, Storvik och Kungsgården.
Hofors ligger utefter landsvägen E16 mellan Falun och Storvik.
|           | Avstånd | Tåg                   | Buss         | Bil          |
| --------- | ------- | --------------------- | ------------ | ------------ |
| Stockholm | 220 km  | 2 tim 40 min          | 3 tim 30 min | 2 tim 30 min |
| Arlanda   | 185 km  | 2 tim 20 min          | -            | 2 tim        |
| Gävle     | 55 km   | 40 min                | 60 min       | 40 min       |
| Sandviken | 33 km   | 23 min                | 45 min       | 30 min       |
| Falun     | 40 km   | 25 min                | 40 min       | 30 min       |
| Borlänge  | 59 km   | 45 min                | -            | 1 tim        |
| Västerås  | 140 km  | 2 tim 50 min          | -            | 1 tim 30 min |
| Örebro    | 207 km  | 2 tim (från Torsåker) | -            | 2 tim 50 min |

## Hofors hembygdsgård
Hofors hembygdsgård består framförallt av två arbetarbostäder från 1870-talet. I byggnaderna finns museum med rum som visar hur bruksfamiljer levde under 1880-, 1920-, 1950- och 1980-talen. Hembygdsgården har också utställningar med Hofors historia och en utställning om Kerstin Hesselgren, Sveriges första kvinnliga riksdagsledamot.
I hembygdsgården finns även olika föremål från bruket, däribland en fallhammare som var i drift 1920–1989.

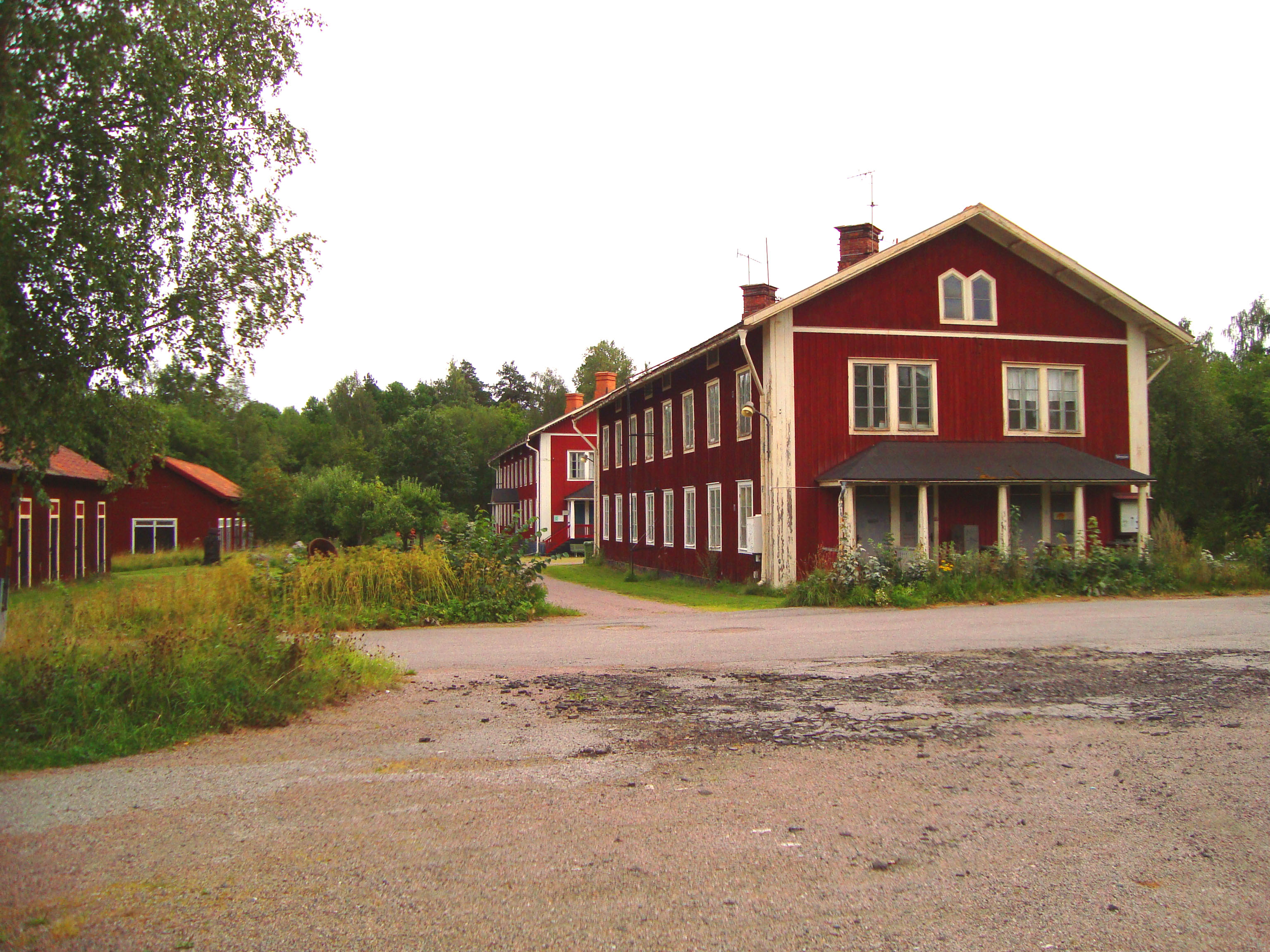
Hofors hembygdsgård, arbetarbostäderna.
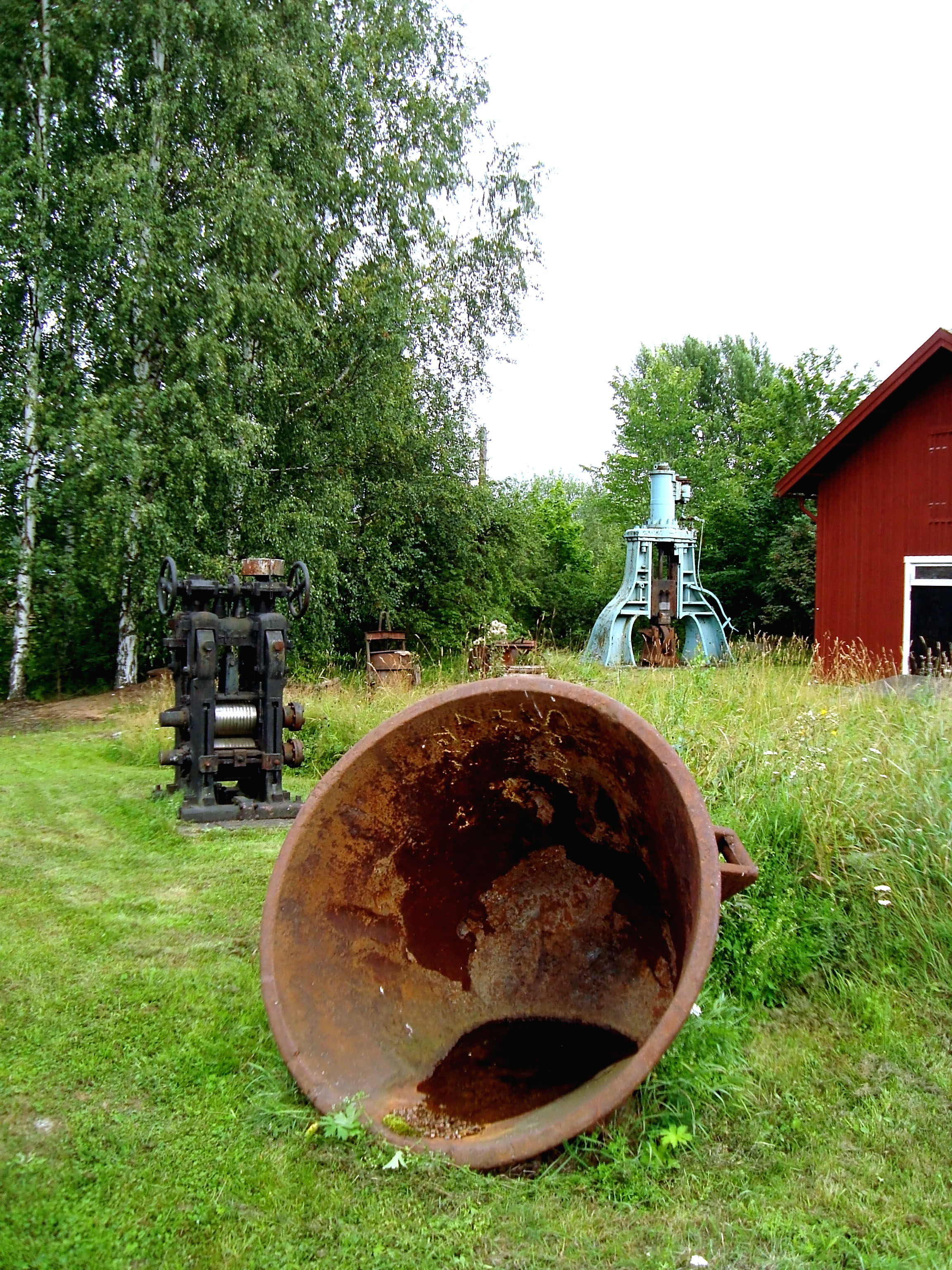
Hofors hembygdsgård, föremål från bruket.

## Idrott
Någon kilometer utanför tätorten ligger Hoforsbacken, en mindre skidanläggning som drivs ideellt i Friluftsfrämjandets regi. Skidanläggningen har fem nedfarter och två liftar. Friluftsfrämjandet driver här en populär skidskola för olika åldrar och alldeles bredvid ligger crossbanan. I Hofors i direkt anslutning till Petreskolan ligger Hoforshallen (badhus, 2 gym och gymnastiksal) och ca 50 meter därifrån finns en inomhushall för BMX- och skateboardåkning, Ishallen där Hofors Hockey Club håller till, möjligheter till att utöva friidrott, skidspår och fotbollsplaner. Strax utanför Böle industriområde ligger Hofors Ridklubb. Utanför Robertsholm finns en kanotklubb som stått värd för SM i kanot-sprint. Förbi Edskevall i Dalkarsboviken ligger en vattenskidklubb. I Långnäs ligger en golfbana.
Den internationella rinkbandyturneringen Hofors World Cup arrangerades i Hofors varje år 1984-1998.

### Idrottsföreningar och -klubbar
- Hofors Allmänna Idrottsförening
- Hofors Golfklubb

## Sjöar och tjärnar
- Hammardammen; ur Hammardammen tog reningsverket tidigare dricksvattnet till Hofors befolkning. Men nu tas dricksvattnet från sjön Hyen utanför bostadsområdet Robertsholm.
- Lillgösken
- Lissjötjärnarna
- Storgösken
- Storfly
- Lillfly
- Edsken
- Tolven

## Åar och vattendrag
- Hoån
- Lillgöskebäcken
- Lillåbäcken
- Björktjärnsbäcken
- Nordgrensgårdsbäckarna
- Hammardammskanalerna
- Storflybäcken
- Knivtjärnsbäcken

## Kända personer från Hofors
- Anders Eklund
- Ove Berg
- Ulf Söderström
- Andreas Johansson
- Cecilia Klang
- Lasse Åberg
- Radioaktiva Räker
- Per Åhlin
- Lars Sandlin
- Jenny Hellström
- Itchy Daze
- Molly Johnson
- Kerstin Hesselgren
- Jan-Erik Silfverberg
- Conny Silfverberg
- Rolf Eberg
- Rune Rydelius
- Staffan Östlund
- Per-Olof Östrand
- Leo Takula